# Berta (langue)
Pour les articles homonymes, voir Berta.
Le berta est une langue parlée au Soudan et en Éthiopie, qui fait partie des langues nilo-sahariennes. La langue suit la syntaxe SVO classique. C'est une langue tonale, les tons sont marqués orthographiquement par des accents. C'est une langue ergative.

## Classification
La langue est généralement classée comme étant l'unique membre d'une branche à l'intérieur des langues nilo-sahariennes.

## Grammaire
| a | b | d  | dq | e | f | g  | h  | i | j  | k  | kq | l | m | n |
| ñ | o | pq | q  | r | s | sq | sh | t | tq | th | u  | w | y | z |

Les digrammes des consonnes éjectives ont aussi été écrits avec l’apostrophe ‹ d’ k’ p’ s’ t’ › au lieu de la lettre q ‹ dq kq pq sq tq ›.

### Pronoms

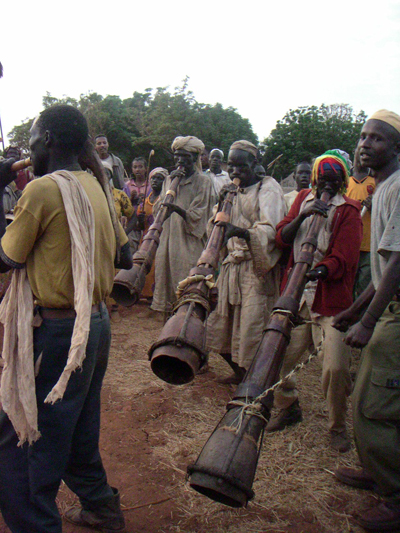
Hommes berta d'Éthiopie

|              | Sujet  | Sujet postverbal | Objet postverbal |
| Je           | àl(ì)  | -lɪ́ɪ̀             | -ɟì              |
| Tu           | (à)ŋgó | -ŋó              | -ŋgó             |
| Il, elle, ça | ɲìnè   | -né              | ɲìnè, -né        |
| Nous         | χàtâŋ  | -ŋàa             | χàtâŋ            |
| Vous         | χàtú   | χátú             | χàtú             |
| Ils, elles   | mèrée  | mérée            | mèrée            |